# Lijst van schuimen
In deze lijst  worden schuimen, opgedeeld in groepen, opgesomd. 
- Vloeistof schuimen
  - Natuurlijke
    - Sepioliet(zeeschuim), silicaat met lucht

  - Kunstmatige
    - Badschuim, water met een schuimvormend middel
    - Brandblusschuim, water met een schuimvormend middel
    - Scheerschuim, water met zeep
    - Slagroom, room met lucht
    - Melkschuim, melk met lucht
- Vaste stof schuimen
  - Natuurlijke
    - Puimsteen, vulkanische oorsprong

  - Kunstmatige
  - Synthetisch schuim, composiet bestaande uit holle deeltjes van metaal, polymeer of keramiek
    - Thermoplasten
      - Geëxpandeerd polystyreen, polystyreen gevuld met lucht, in de volksmond piepschuim

    - Thermoharders
      - (Hard)Polyurethaanschuim, polyurethaan met drijfgas
      - Polyetherschuim, polyether met drijfgas
      - Traagschuim, polyurethaan met drijfmiddel

    - Metaal
      - Metaalschuim, metaal met holle ruimten

    - Niet metaal
      - Aerogelschuim, silicium gevuld met lucht
      - Schuimrubber, rubber met lucht